# Kaiser-Wilhelm-Denkmal am Deutschen Eck

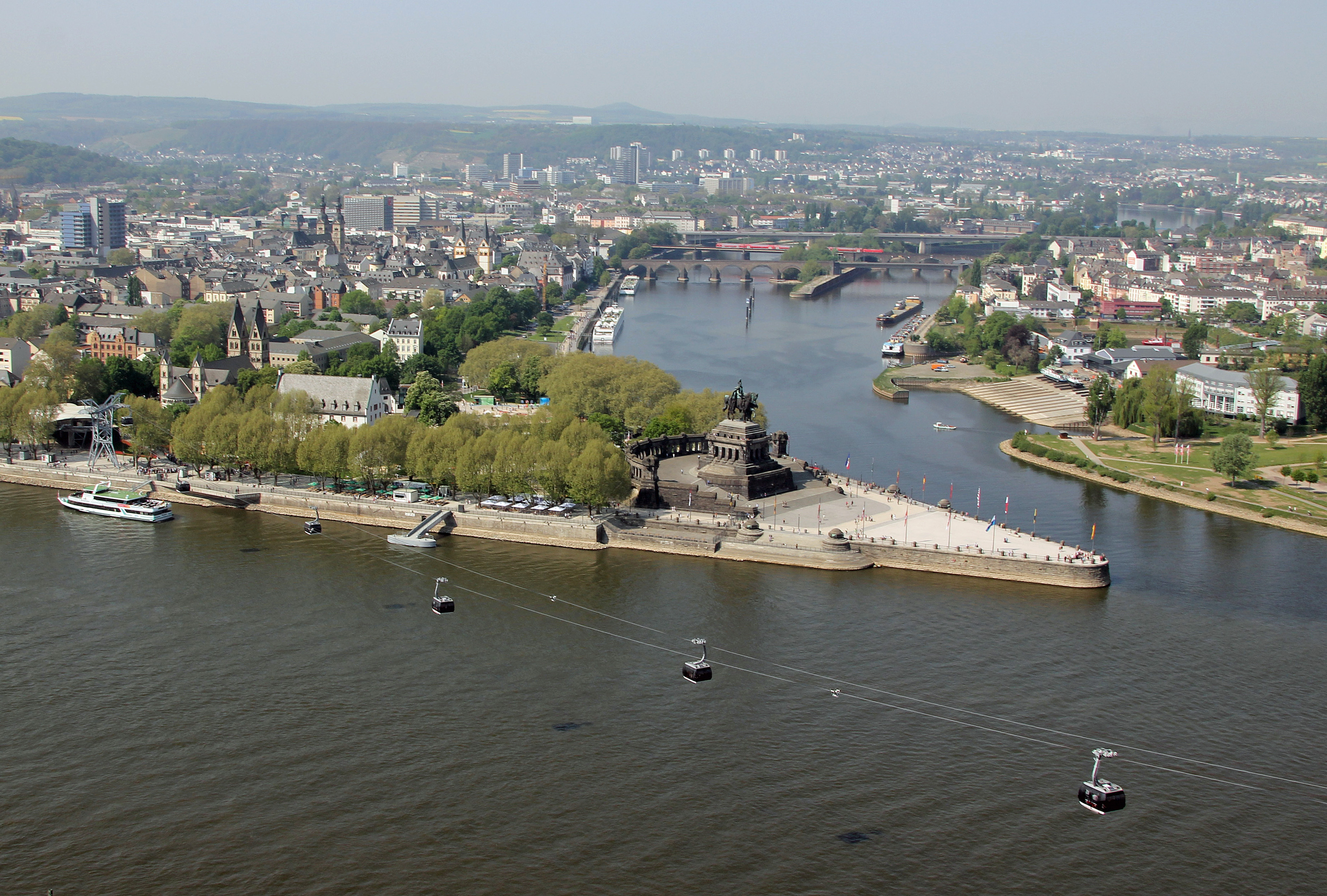
Ansicht des Kaiser-Wilhelm-Denkmals am Deutschen Eck von der Festung Ehrenbreitstein, 2011

Das Kaiser-Wilhelm-Denkmal am Deutschen Eck in Koblenz wurde in den Jahren 1895 bis 1897 von Bruno Schmitz und Emil Hundrieser im Monumentalstil errichtet. Das Reiterstandbild vor einer Kolonnade stellt den ersten Deutschen Kaiser Wilhelm I. in Begleitung einer Viktoriafigur dar. Das insgesamt 44 Meter hohe Monument gehört zu den Sehenswürdigkeiten von Rheinland-Pfalz und zu den Nationaldenkmälern Deutschlands. Gefertigt wurde es in Braunschweig durch die Erzgießerei Georg Howaldt. 

## Geschichte des Denkmals

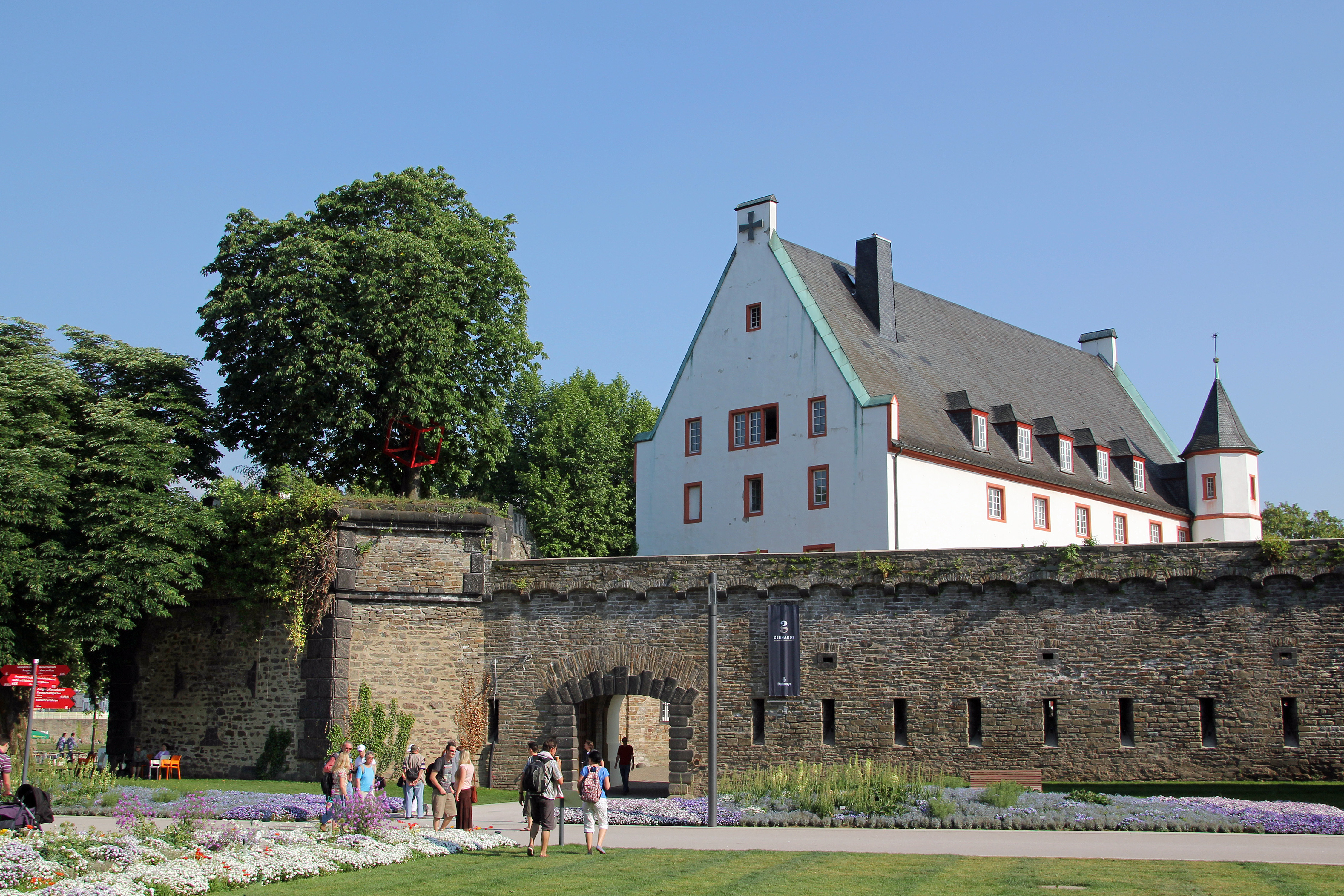
Deutschherrenhaus Koblenz, Namensgeber des Deutschen Ecks

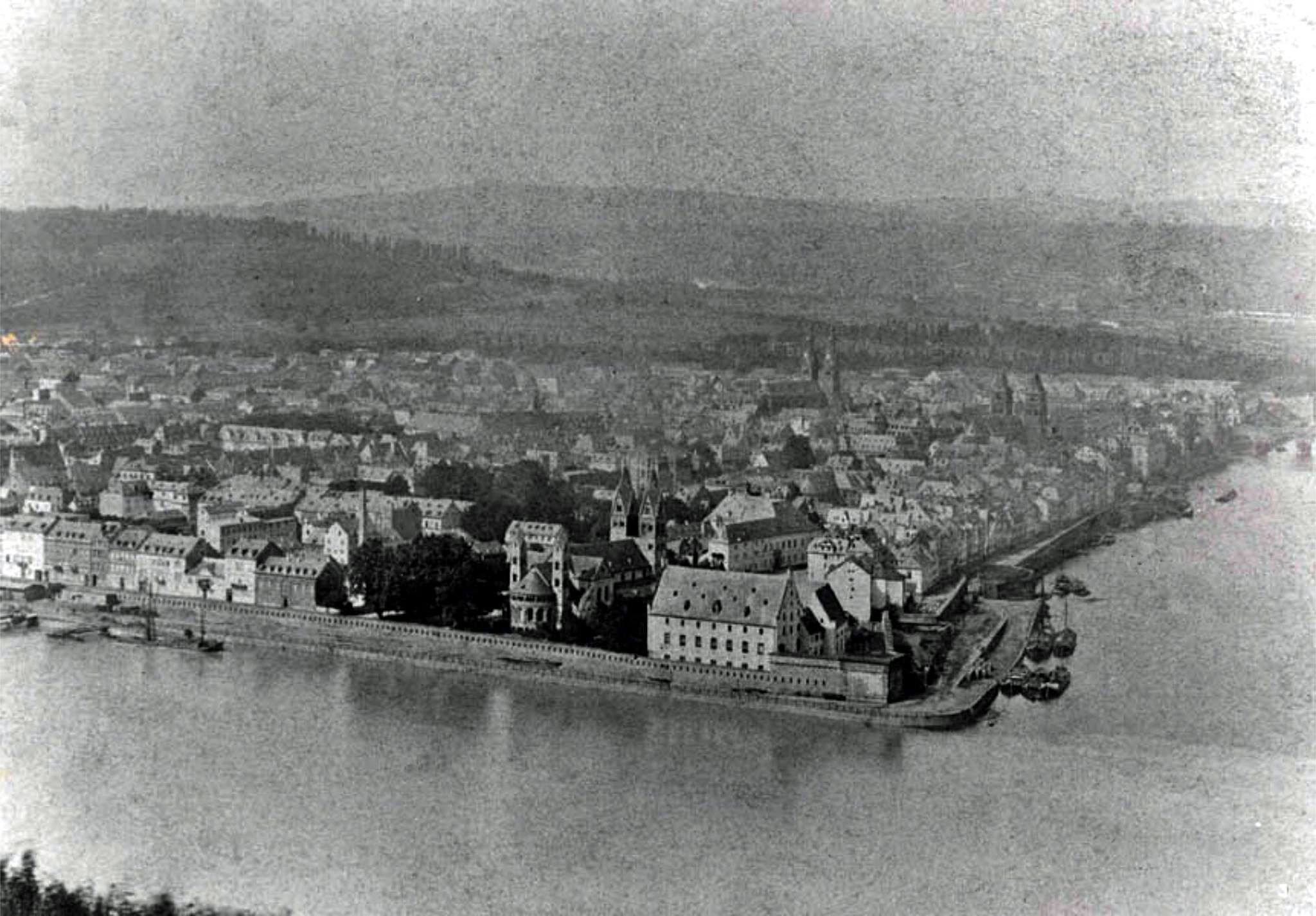
Deutsches Eck ohne künstliche Landzunge, 1875

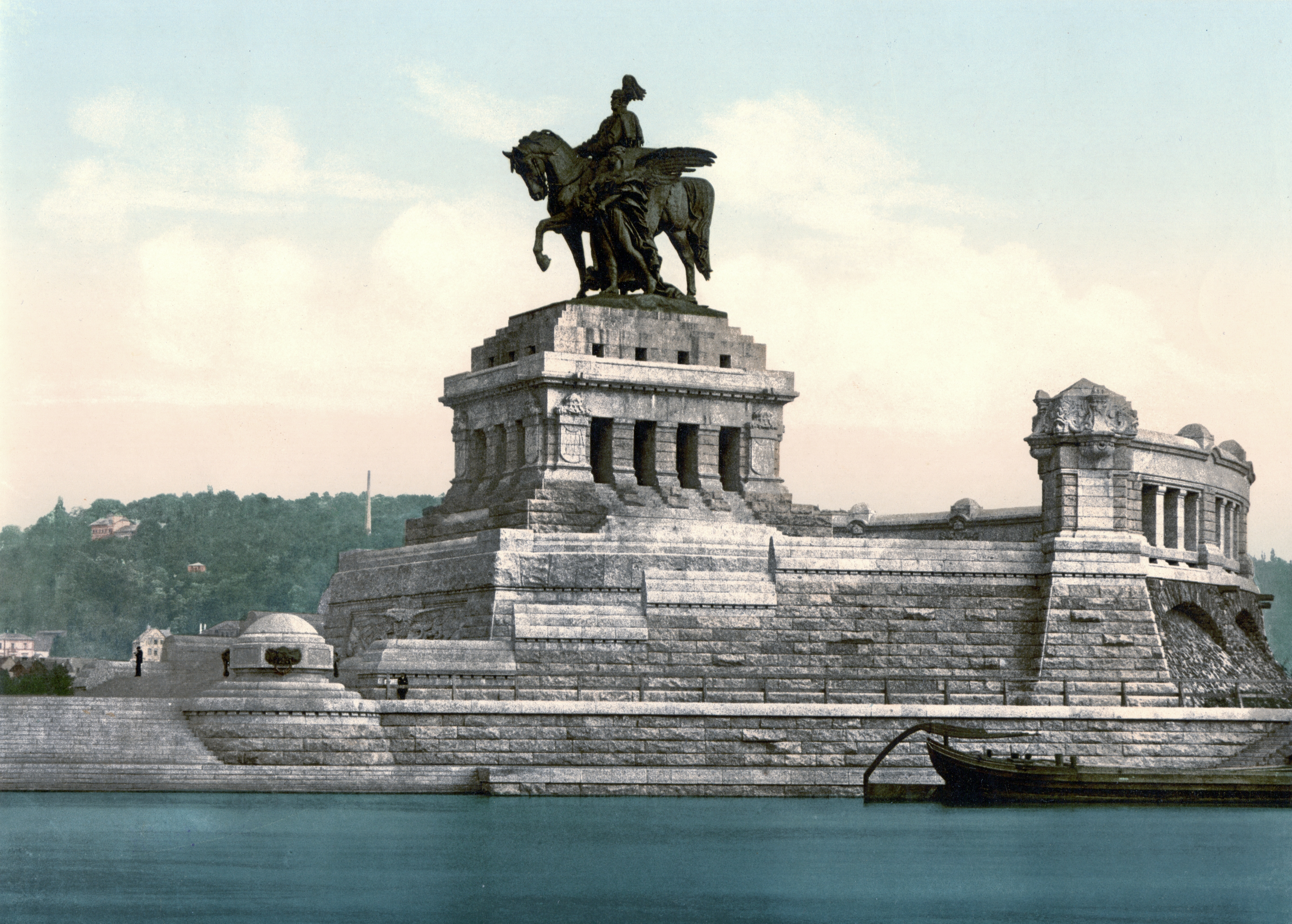
Moselseite des Kaiser-Wilhelm-Denkmals, um 1900

Die Geschichte des Deutschen Ecks geht auf das frühe 13. Jahrhundert zurück. Erzbischof Theoderich von Wied rief 1216 die Ritter des Deutschen Ordens nach Koblenz und schenkte ihnen einen Teil des Geländes der Kastorkirche mitsamt dem angeschlossenen St.-Nikolaus-Krankenhaus. Sein Schenkungsmotiv war vermutlich die Sicherstellung der örtlichen Krankenpflege. Unmittelbar an der Mündung der Mosel in den Rhein errichtete der Orden bald danach die Deutschordenskommende Koblenz, die zum Sitz der Verwaltung (Ballei) der Ordensprovinz Koblenz wurde, die dem Hochmeister direkt unterstellt war. Nach der Errichtung des Herrenhauses trug der Bereich der Moselmündung zunächst die Bezeichnung Deutscher Ordt, später dann Deutsches Eck.
Im 19. Jahrhundert wurde das Areal über eine Mole mit einer vorgelagerten Sandbank verbunden, um einen Nothafen an der Moselmündung zu schaffen. Mole und Sandbank trugen im Koblenzer Volksmund den Namen Honsschwanz (Hundsschwanz), weil sie geografisch den letzten Ausläufer des Hunsrücks bildeten. Nach dem Bau des Kaiser-Wilhelm-Denkmals verlagerte sich die Bezeichnung im allgemeinen Sprachgebrauch schließlich auf die künstlich aufgeschüttete Landzunge. Am linksrheinischen Ufer zweigen hier die Rheinanlagen (Konrad-Adenauer-Ufer), am rechten Moselufer das Peter-Altmeier-Ufer ab.
Einige Wochen nach dem Tode Kaiser Wilhelms I. im Jahre 1888 entstand in staatlichen wie privaten Kreisen die Idee, dem verewigten Fürsten als Dank für die in drei Kriegen (1864, 1866, 1871) erkämpfte Einigung Deutschlands ein Denkmal zu errichten. Unter den zahlreichen Bewerbern um den Standort (siehe Königswinter) war auch Koblenz. Die Standortentscheidung überließ man dem jungen Kaiser Wilhelm II., der sich 1891 für Koblenz und die Stelle am Zusammenfluss von Mosel und Rhein entschied. Die Gründe für die Entscheidung Wilhelms II., das Denkmal am Deutschen Eck zu errichten, lagen zum einen bei dem persönlichen Bezug Kaiser Wilhelms I. zu der Stadt Koblenz, in der er während seiner Zeit vor seiner Krönung zum preußischen König als Militärgouverneur am Rhein von 1849 bis 1857 gelebt und gewirkt hatte. Weiterhin sah Wilhelm II. die Verbindung der Stadt mit dem Hause Hohenzollern als ausschlaggebend an, da einer der Hochmeister des am Deutschen Eck ansässigen Deutschen Ordens als erster Hohenzoller Herzog von Preußen geworden war. Ein ebenso wichtiger Punkt lag in der Bedeutung der Kastorkirche, wo um 842 der Vertrag von Verdun vorbereitet worden sein soll.
Das Denkmal markierte gemeinsam mit der gegenüberliegenden, von Preußen wiedererrichteten Festung Ehrenbreitstein eine Art „Wacht am Rhein“ gegen Frankreich. Nachdem sich 1806 das Heilige Römische Reich Deutscher Nation auf Betreiben Napoleons aufgelöst hatte (siehe Reichsdeputationshauptschluss), gingen die linksrheinischen Gebiete zunächst an Frankreich und infolge des Wiener Kongresses 1814/15 an mehrere Nachfolgestaaten des Heiligen Römischen Reiches und somit größtenteils an das spätere Deutsche Reich über. Mit dem Fluss war nun der Sieg über Napoleon verbunden, der Rhein wurde als nationales, „deutsches“ Gut verstanden und am Deutschen Eck nicht nur durch die Festung Ehrenbreitstein militärisch, sondern in Kunst und Literatur auch symbolisch gefestigt; es entstand eine Art „patriotische Rheinromantik“. Nachdem das erforderliche Gelände durch Zuschütten des früheren Nothafens geschaffen war und eine nationale Sammelaktion die erforderliche Million Mark erbracht hatte, konnte das Kaiser-Wilhelm-Denkmal 1895–1897 von der Rheinprovinz errichtet und am 31. August 1897 in Anwesenheit von Kaiser Wilhelm II. eingeweiht werden.
Nach dem Ersten Weltkrieg wurde das Rheinland von alliierten Truppen besetzt. Koblenz unterstand zunächst der amerikanischen, dann der französischen Militärverwaltung. Die letzten französischen Soldaten verließen die Stadt Ende November 1929. Sogleich versammelten sich zehntausende Menschen am Deutschen Eck, um das Hissen der Reichsflagge auf der Festung Ehrenbreitstein zu verfolgen. Am 22. Juli 1930 wurde das Denkmal erneut Kulisse von Feierlichkeiten nach Ende der alliierten Rheinlandbesetzung. In Vorbereitung hierzu wurden insgesamt 28 Pilzleuchten am Ufer und am Denkmal fest installiert. An diesem Tag besuchte Reichspräsident Paul von Hindenburg das Deutsche Eck zum Abschluss seiner Reise durch das freie Rheinland. Nach einem Feuerwerk auf dem Ehrenbreitstein zum Abschluss der Feierlichkeiten kam es nahe dem Denkmal zu einer Katastrophe, als eine von Menschenmassen überlastete schmale Pontonbrücke einbrach und 38 Personen in den Tod riss.

## Beschreibung des Denkmals

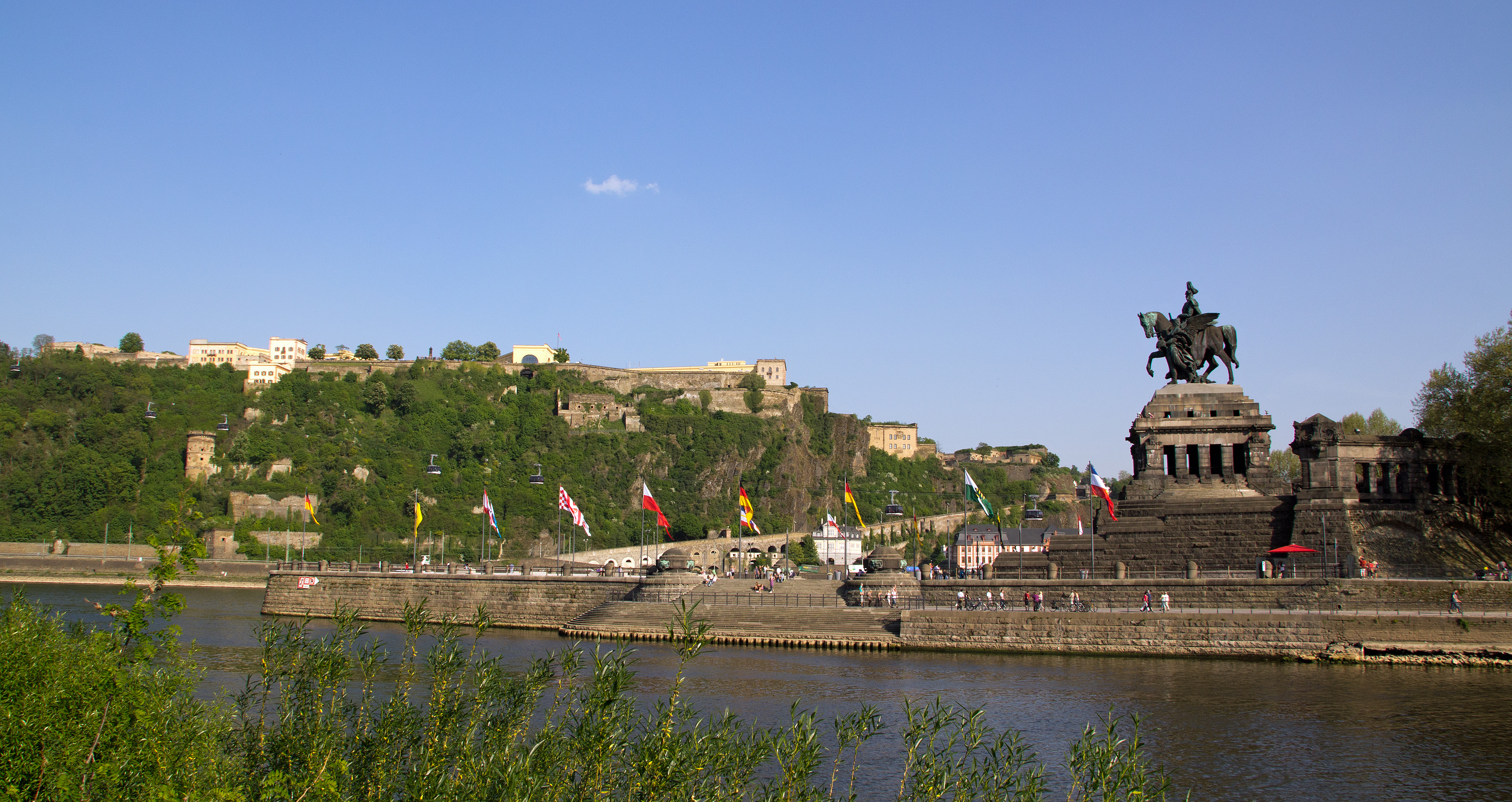
Moselseite des Deutschen Ecks, 2011

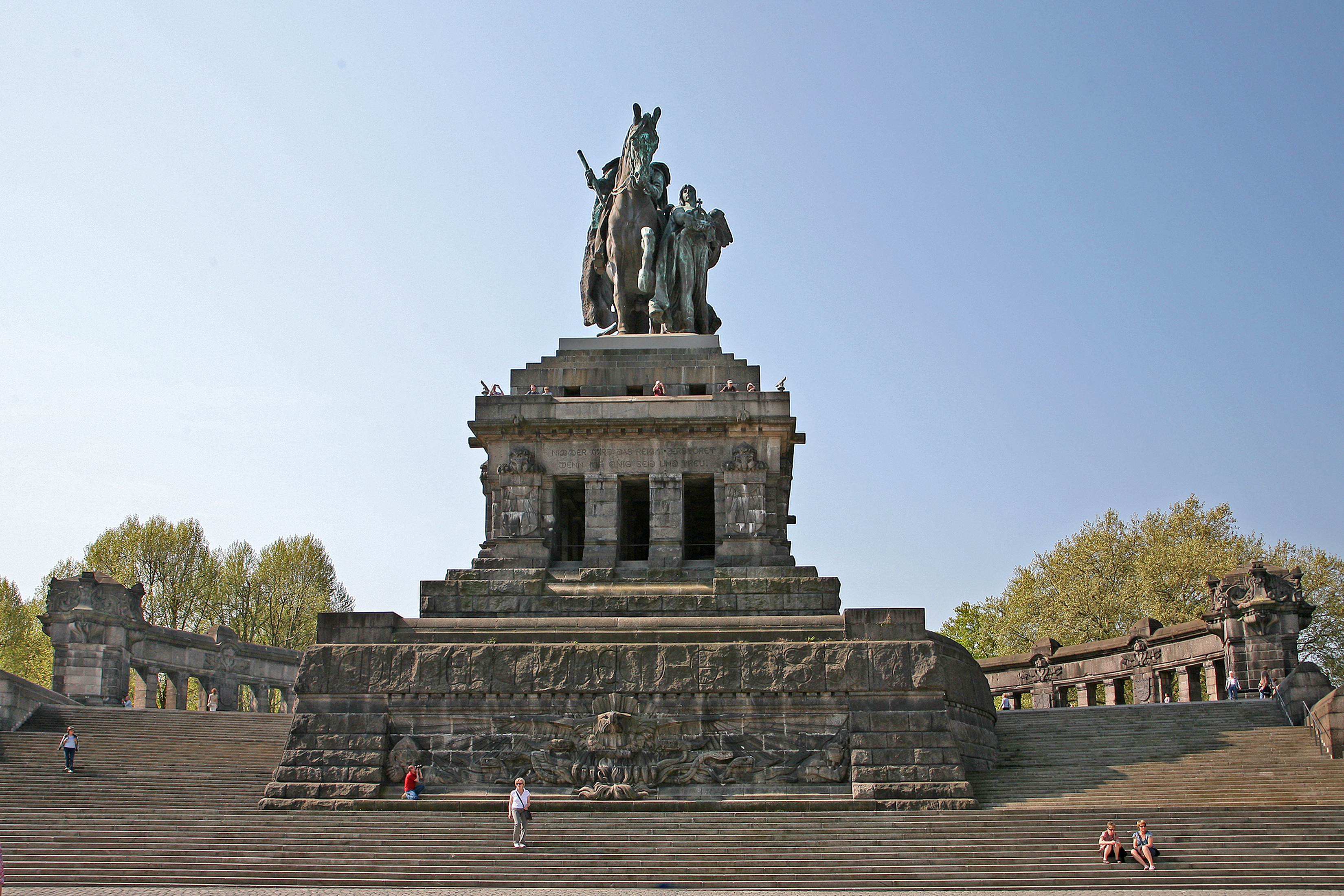
Frontansicht des Kaiser-Wilhelm-Denkmals, 2011

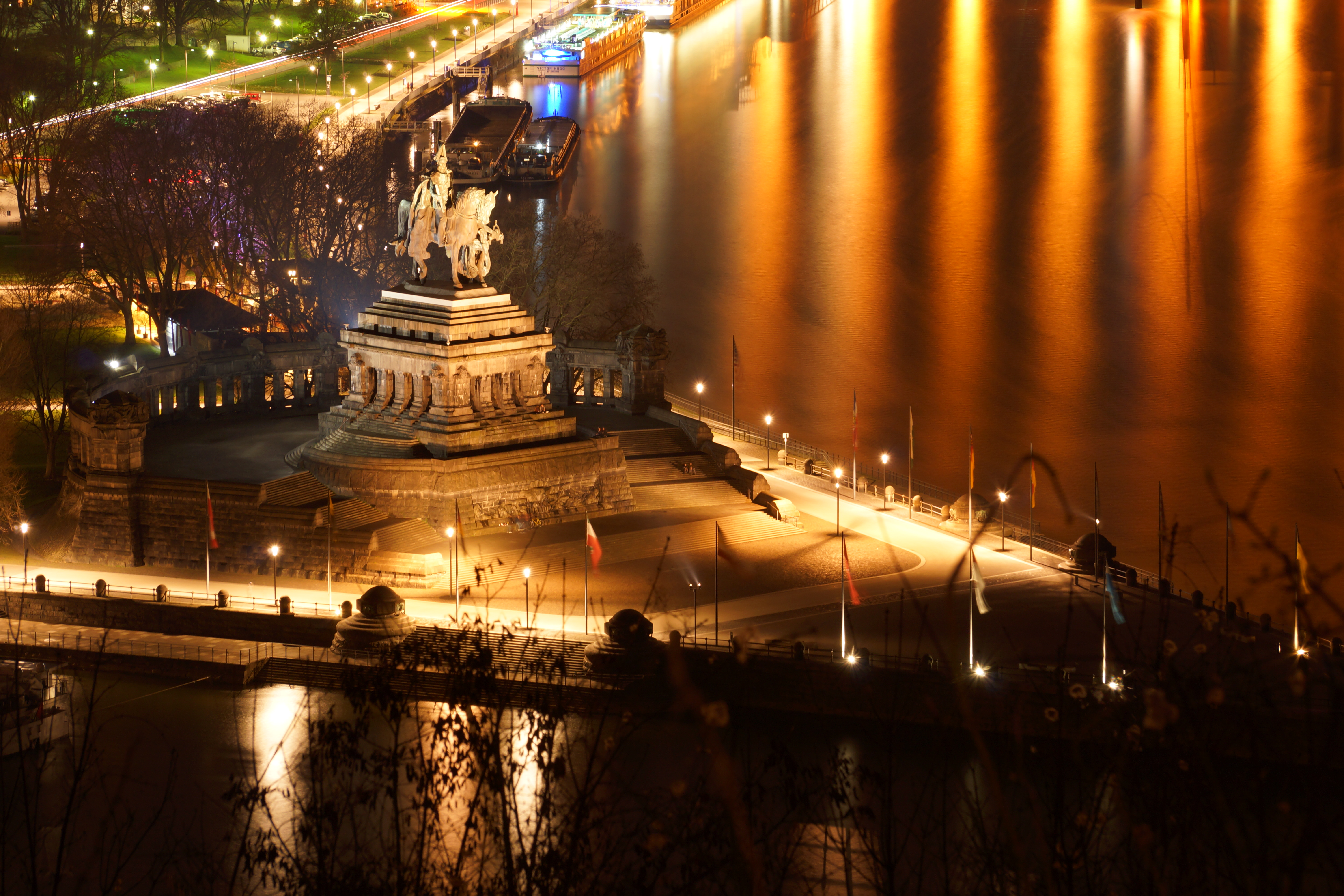
Rheinseite des Deutschen Ecks bei Nacht, 2011

Die Denkmalanlage ist 44 Meter hoch, wobei 14 Meter auf das Reiterstandbild entfallen, bei einem Gewicht der Reiterstatue (getriebene Kupferplatten über einem Gerüst aus Eisen) von 63,5 Tonnen. Es beruht auf den Plänen des Architekten Bruno Schmitz, bekannt durch das Kaiser-Wilhelm-Denkmal an der Porta Westfalica, das Kyffhäuserdenkmal und das Völkerschlachtdenkmal in Leipzig. Das Reiterstandbild gestaltete der Bildhauer Emil Hundrieser. Es zeigt den Kaiser in Generalsuniform mit wallendem Mantel und Marschallstab. Seine Begleiterin ist die geflügelte römische Siegesgöttin Viktoria, die einen Lorbeerkranz und die Kaiserkrone präsentiert. Das ist gegenüber der üblichen Form des Reiterdenkmals ungewöhnlich, ist aber auch beim Nationaldenkmal in Berlin von Reinhold Begas zu finden.
Bei diesem etwa gleichzeitig entstandenen Berliner Denkmal, dessen Kaiser-Wilhelm-Reiterstandbild mit Genius dem von Hundrieser stark ähnelte, erhob Wilhelm II. noch keinen Einspruch gegen die das Pferd führende weibliche Begleitfigur. Nach seinen Änderungswünschen trägt sie beim Koblenzer Denkmal aber lediglich die Kaiserkrone. Gründe für die Ablehnung des Führungsmotivs sind aus der Rede Wilhelms II. zur Einweihung des Koblenzer Denkmals abzuleiten. Darin verwies er auf das Gottesgnadentum seiner Dynastie, also dass der Wille Gottes seinen Großvater zum Sieg geführt und zum Kaiser gemacht habe. Entsprechend dieser Vorstellung musste Wilhelm I. somit von Gott und nicht von einem mythologischen Wesen in Form einer Viktoria geführt werden.
Das Reiterstandbild wurde 1945 zerstört, 1953 durch einen Flaggenmast als Mahnmal der Deutschen Einheit ersetzt, und 1993 wiederhergestellt (siehe folgende Abschnitte). Mit einem Reiterstandbild wurden von Beginn an nur Menschen geehrt, die außergewöhnliche politische oder militärische Leistungen vollbracht hatten, da das Pferd in der Geschichte schon immer ein Herrscherattribut gewesen ist. Die Dynamik, die ein solches statisches Denkmal vermittelt, trägt zur Verlebendigung des dargestellten Menschen bei. Künstlerisch bot der Typus Reiterstandbild wenige Möglichkeiten; die Auftraggeber legten besonders bei den Kaiser-Wilhelm-Denkmälern Wert auf historische Genauigkeit.
Den Unterbau des Denkmals ziert ein Relief mit dem Reichsadler, der Schlangen packt und Feinde bedrängt. Darüber ist in großen Lettern Wilhelm dem Großen eingemeißelt, was als Versuch Kaiser Wilhelms II. zu verstehen ist, einen Titel populär zu machen, der sich aber nicht durchsetzen konnte. Auf der Frontseite des Sockels sind die beiden letzten Verse des Gedichtes Frühlingsgruß an das Vaterland des Koblenzer Dichters Max von Schenkendorf zu lesen: Nimmer wird das Reich zerstöret / wenn ihr einig seid und treu! Die Rückseite des Sockels trägt die Inschrift: Errichtet von der Rheinprovinz / im Jahre 1897.
Das Kaiser-Wilhelm-Denkmal ist ein geschütztes Kulturdenkmal nach dem Denkmalschutzgesetz (DSchG) und in der Denkmalliste des Landes Rheinland-Pfalz eingetragen. Seit 2002 ist das Kaiser-Wilhelm-Denkmal Teil des UNESCO-Welterbes Oberes Mittelrheintal. Des Weiteren ist es ein geschütztes Kulturgut nach der Haager Konvention und mit dem blau-weißen Schutzzeichen gekennzeichnet.
Das Deutsche Eck ist das Wahrzeichen von Koblenz und seit seiner Errichtung eine Touristenattraktion. Das dem Denkmal vorgelagerte Gelände wird heute überwiegend für Großveranstaltungen genutzt. Neben Konzerten und Open-Air-Festivals (Die deutsche Krautrock-Szene traf sich hier in den Jahren 1970 bis 1972) fand hier bereits zweimal das Dampfspektakel statt, eine Präsentation von dampfbetriebenen Schienen-, Wasser- und Straßenfahrzeugen. Bei der Veranstaltung Rhein in Flammen wird das Gelände ebenfalls einbezogen, auch als Aussichtspunkt für die Feuerwerke auf der Festung Ehrenbreitstein wird es gerne benutzt. Das Deutsche Eck war außerdem von 2005 bis 2009 Ziel des jährlich ausgetragenen Mittelrhein-Marathons. Im Rahmen der Fußball-Weltmeisterschaft 2006 wurden hier alle Spiele auf eine Großbildvideowand projiziert, was bis zu 9000 Zuschauer anlockte.
Im Jahr 2004 erhielt Koblenz den Zuschlag für die Austragung der Bundesgartenschau 2011. Das Areal um das Deutsche Eck wurde dabei als einer der drei Kernbereiche genutzt. Die auf das Deutsche Eck zulaufenden Rhein- und Moselpromenaden erfuhren dazu umfangreiche Modernisierungsmaßnahmen. Der Sockel des Reiterstandbildes musste 2009 ebenfalls wegen Schäden saniert werden. Der Vorplatz des Denkmals wurde zur Bundesgartenschau erneuert, er blieb jedoch während der Veranstaltung frei zugänglich. Nahe dem Denkmal befindet sich die Talstation der als Attraktion zur Bundesgartenschau errichteten Rheinseilbahn.

## Zerstörung des Reiterstandbilds 1945

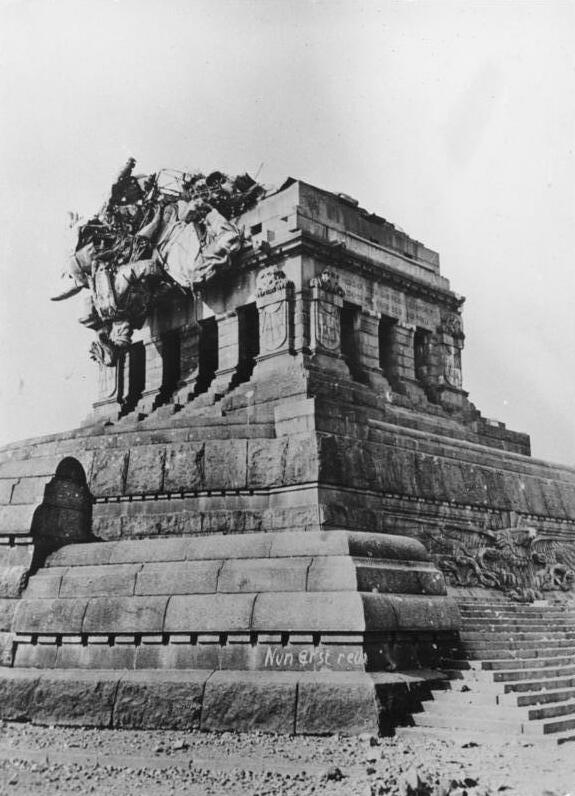
Zerstörtes Reiterstandbild, 1945

Bei den Luftangriffen auf Koblenz wurde die Innenstadt teilweise zerstört. Die Kastorkirche und das Deutschherrenhaus wurden ein Opfer der Flammen, das Deutsche Eck blieb hingegen weitgehend unbeschädigt. Kurz vor Ende des Zweiten Weltkriegs näherten sich amerikanische Truppen der 3. US-Armee von der Eifel her der Stadt und begannen mit dem Artilleriebeschuss. Am 16. März 1945 wurde das Reiterstandbild von einer amerikanischen Artilleriegranate getroffen. Ob dies Absicht war, blieb ungeklärt. Im Zusammenhang mit der unbelegten Behauptung, Dwight D. Eisenhower habe die Zerstörung gefordert, meinte Mario Kramp, wahrscheinlicher sei „die Befürchtung der Amerikaner, dass sich deutsche Soldaten im Denkmalbereich verschanzt hielten.“
Das Standbild hing nun verformt und zerrissen zum Rhein hin vom Sockel herunter. Teile des raren Kupfers verschwanden, bis schließlich das restliche Standbild abgebaut und eingeschmolzen wurde. Teile der Figurengruppe tauchten später wieder auf, unter anderem der Kopf des Kaisers, der sich heute im Koblenzer Mittelrhein-Museum befindet. In Koblenz wird bis heute erzählt, man habe das Kupfer verwendet, um neue Fahrdrähte für die Koblenzer Straßenbahn herzustellen; scherzhaft wurde daher vom längsten Denkmal der Welt gesprochen. Schriftliche Belege dafür existieren allerdings nicht.
Die französische Militärregierung plante, den Sockel abzubauen und durch ein neues Denkmal für Frieden und Völkerverständigung zu ersetzen. Wegen Geldmangel wurde dieser Plan aber nicht verwirklicht. Am 18. Mai 1953 wurde der verbliebene Sockel von Bundespräsident Theodor Heuss zum „Mahnmal der deutschen Einheit“ umfunktioniert. Zur Demonstration dieser Einheit wurden am Sockel die Wappen aller deutschen Länder sowie jene der ehemaligen Ostgebiete wie Pommern, Schlesien und Ostpreußen angebracht. Vier Jahre später wurde auch das Saarland hinzugefügt. Die Stelle des zerstörten Reiterstandbilds nahm ein Flaggenstock mit der Bundesflagge ein. Mit der Wiedervereinigung Deutschlands am 3. Oktober 1990 ergänzte man die Wappenreihe durch die Namen der fünf neuen Bundesländer.

## Wiederherstellung des Reiterstandbilds 1993

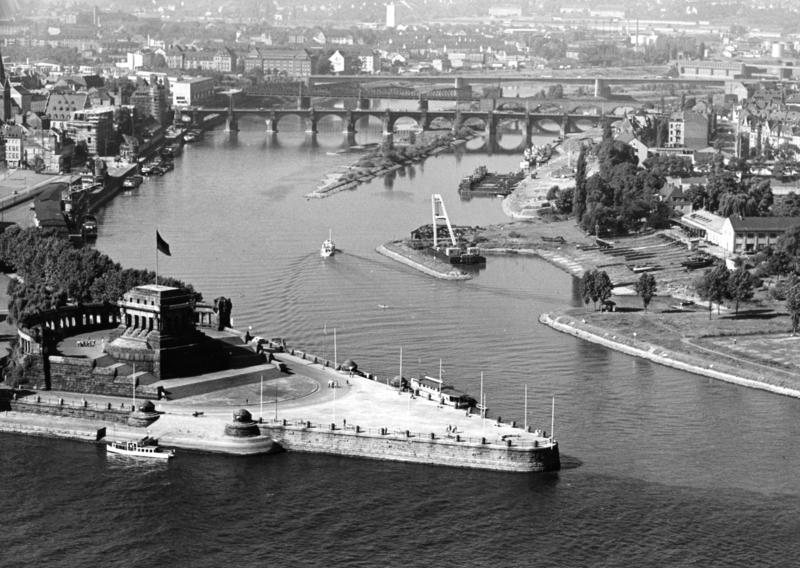
Mahnmal der Deutschen Einheit, 1961

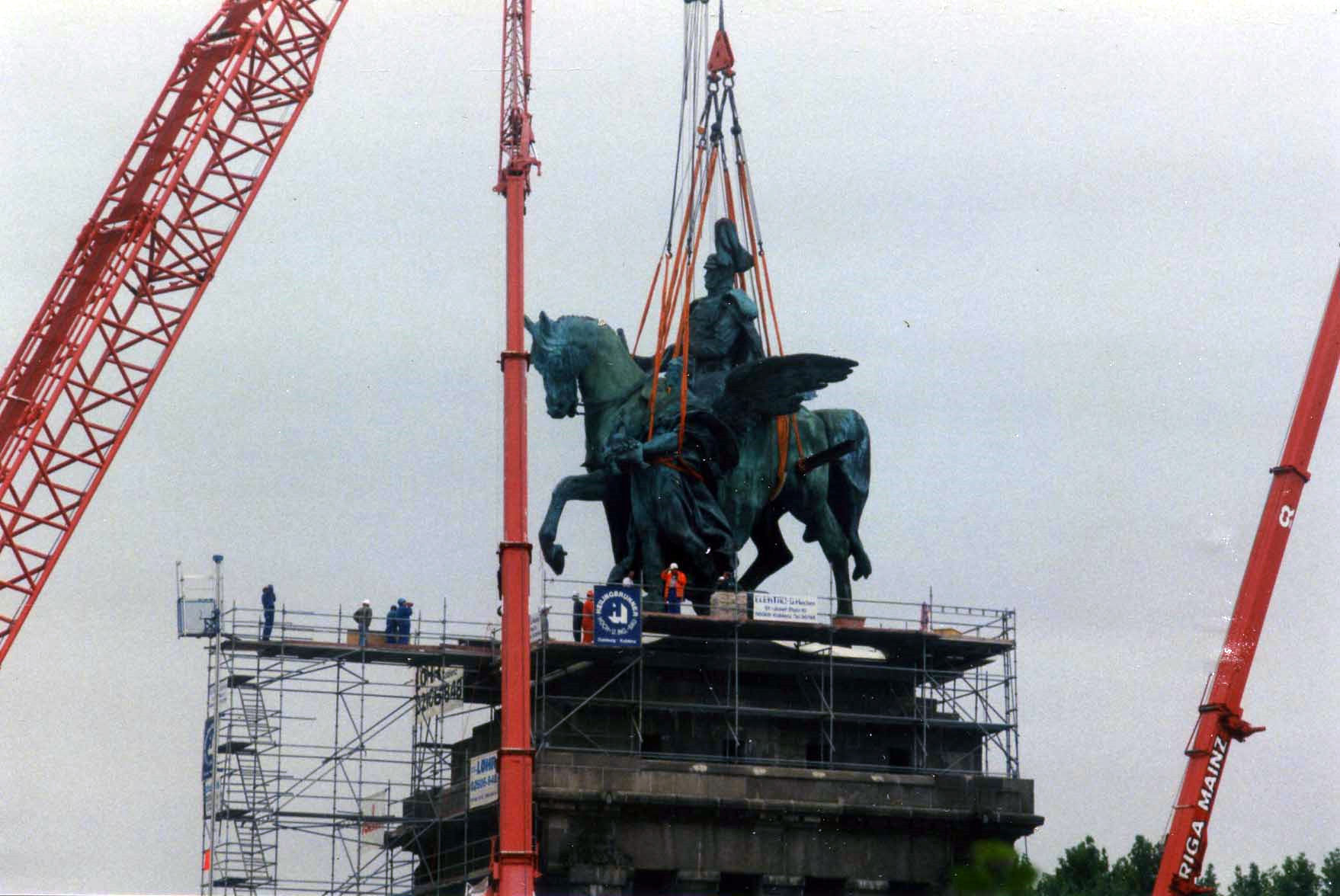
Das wiederhergestellte Reiterstandbild, 1993

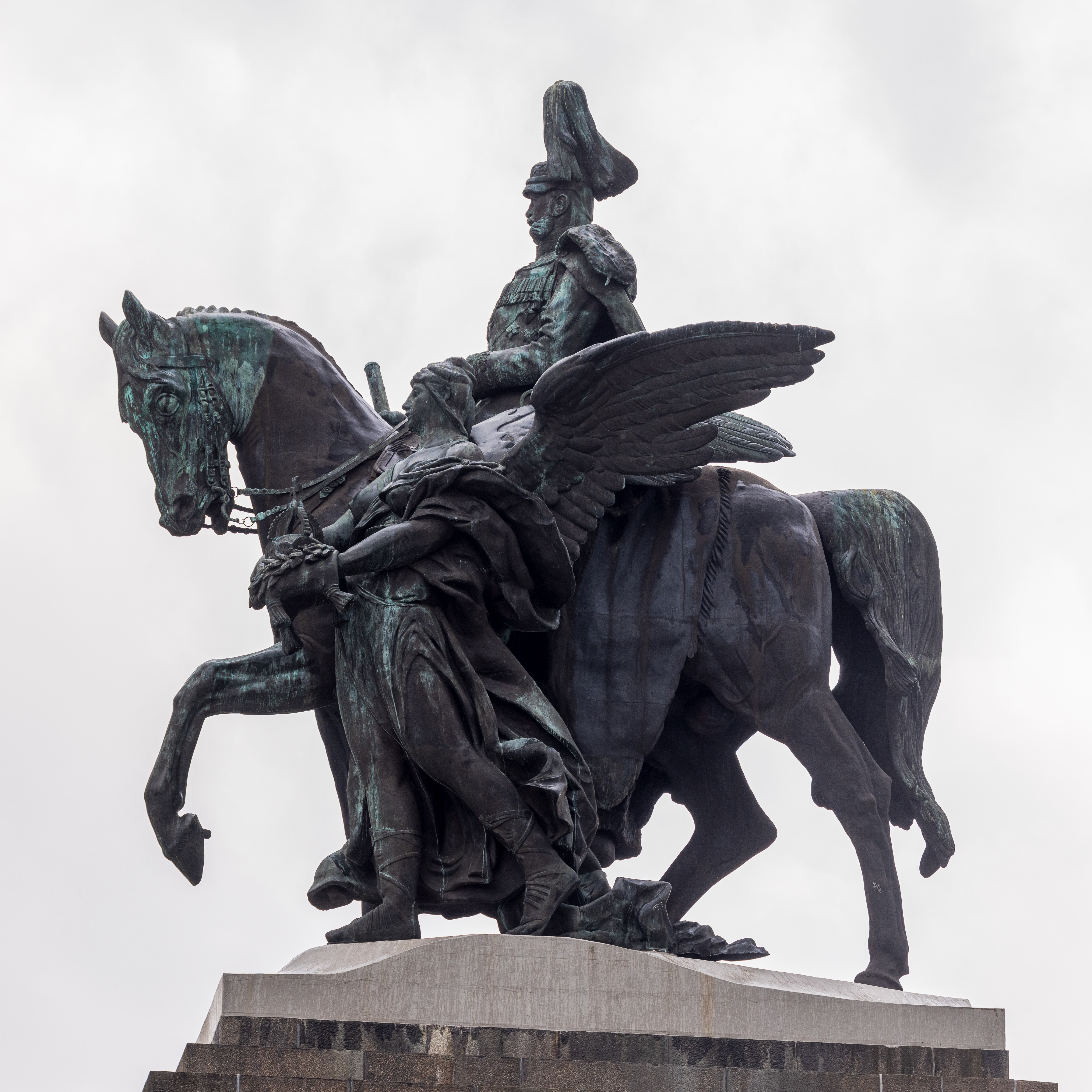
Detailansicht des Reiterstandbilds, 2024

Der ehemalige Verleger der Rhein-Zeitung, Werner Theisen, verpflichtete sich zusammen mit seiner Ehefrau Anneliese bereits am 14. November 1987, die Rekonstruktion des zerstörten Reiterstandbildes zu finanzieren und der Stadt Koblenz zu schenken. Dazu gründete er die Bürgerinitiative Deutsches Eck e. V. Das Land Rheinland-Pfalz als Eigentümer des Deutschen Ecks lehnte das Geschenk am 29. Januar 1988 mit dem Hinweis darauf ab, dass es weiterhin ein „Mahnmal der Deutschen Einheit“ bleiben müsse. Eine von Theisen im März 1988 in Auftrag gegebene Meinungsumfrage unter den Koblenzer Bürgern ergab, dass 80 % einer Rekonstruktion des Denkmals zustimmten.
Die Bürgerinitiative und Theisen gaben am 28. Februar 1989 beim Düsseldorfer Metallbildhauer Raimund Kittl die Rekonstruktion der Figurengruppe in Auftrag, ohne dass man sich mit der Landesregierung von Rheinland-Pfalz zuvor geeinigt hatte. Eine grundsätzliche Änderung der Situation trat durch die Wiedervereinigung Deutschlands im Jahr 1990 ein, denn damit hatte das Mahnmal seine sinnstiftende Bedeutung als Einheitsdenkmal verloren. Daraufhin änderte die CDU-geführte Landesregierung ihre Meinung und nahm das Geschenk im September 1990 an. Die neue SPD-geführte Landesregierung unter Rudolf Scharping geriet ab 1991 unter öffentlichen Druck und versuchte, die Zusage rückgängig zu machen. Das Vorhaben wurde in Koblenz und darüber hinaus kontrovers diskutiert. Während die Befürworter positive Auswirkungen auf das Stadtbild von Koblenz und den örtlichen Tourismus ins Treffen führten und auch drauf verwiesen, dass der leere Sockel alleine keinen Sinngehalt mehr habe, bemängelten die Kritiker den unzeitgemäßen Kaiserkult und die Rolle Wilhelms als Anheizer („Kartätschenprinz“) beim blutigen Verlauf der Märzerhebungen 1848 in Preußen und als Oberbefehlshaber bei der Niederschlagung der erfolgreichen Revolution in Baden und in der Pfalz.
Die Landesregierung schenkte im Mai 1992 die Landzunge am Deutschen Eck der Stadt Koblenz und übertrug ihr somit die Verantwortung für die Entscheidung sowie die Kosten der Rekonstruktion. Da die fertiggestellte Rekonstruktion des Reiterstandbildes bereits am 16. Mai 1992 über den Rhein an Bord der MS Futura in Koblenz eingetroffen war, stand der Stadtrat unter großem Druck und nahm das Geschenk am 4. Juni 1992 schließlich an. Wegen der notwendigen Sanierung des Sockels blieb die für 3 Millionen DM (entspräche heute 2.809.139 €) wiederhergestellte Figurengruppe mehr als ein Jahr im Rheinhafen Koblenz, bis sie am 2. September 1993 vom größten fahrbaren Gittermastkran Europas auf den Sockel gehoben wurde. Die Aufstellung erfolgte am Sedantag, dem Tag der Kapitulation von Kaiser Napoleon III., was aber lediglich in Frankreich Beachtung fand.
Kittl verwendete nicht mehr wie ursprünglich getriebene und auf ein Eisengerüst montierte Kupferplatten, sondern erstellte die Figurenelemente aus widerstandsfähigerem Bronzeguss. Hierbei wurden allerdings für die einzelnen Teile etwas unterschiedliche Legierungen benutzt, so dass die mit der Zeit entstehende Patina heute verschiedene Farben aufweist und die einzelnen Gussteile deutlich zu unterscheiden sind. Aus der geänderten Herstellungstechnik ergab sich auch ein höheres Gewicht des fertigen Standbildes, so dass der Sockel aufwendig saniert und verstärkt werden musste. Als Vorlage für die Rekonstruktion stand neben den wenigen noch vorhandenen Bruchstücken auch eine verkleinerte Nachbildung des Originalstandbildes zur Verfügung, die im Mittelrhein-Museum aufbewahrt wird.
Die Einweihung des wiederhergestellten Denkmals fand am 25. September 1993 statt. Diese konnte der Stifter Werner Theisen aber nicht mehr erleben, da er bereits am 5. Mai 1993 verstorben war. Seit der Wiederherstellung des Deutschen Ecks gehört das Denkmal wieder zu den ersten Sehenswürdigkeiten der Stadt Koblenz für Touristen. Die Kritik an der Wiederherstellung des Denkmals ist in der Öffentlichkeit kein Thema mehr, auch nicht im Hinblick auf die Person Wilhelms I. An das „Mahnmal der deutschen Einheit“ erinnern heute drei Betonelemente der Berliner Mauer, die gemäß Bronzetafel den „Opfern der Teilung (17. Juni 1953 – 9. November 1989)“ gewidmet sind und die 1990 neben dem Denkmal am Moselufer aufgestellt wurden. Auf den Ufermauern des Sockels wehen zudem heute die Flaggen aller Bundesländer der Bundesrepublik Deutschland, der Europäischen Union sowie die Fahne der Vereinigten Staaten von Amerika. Auf dem Sockel der letzteren wird der Opfer der Anschläge des 11. Septembers 2001 gedacht.

## Rezeption

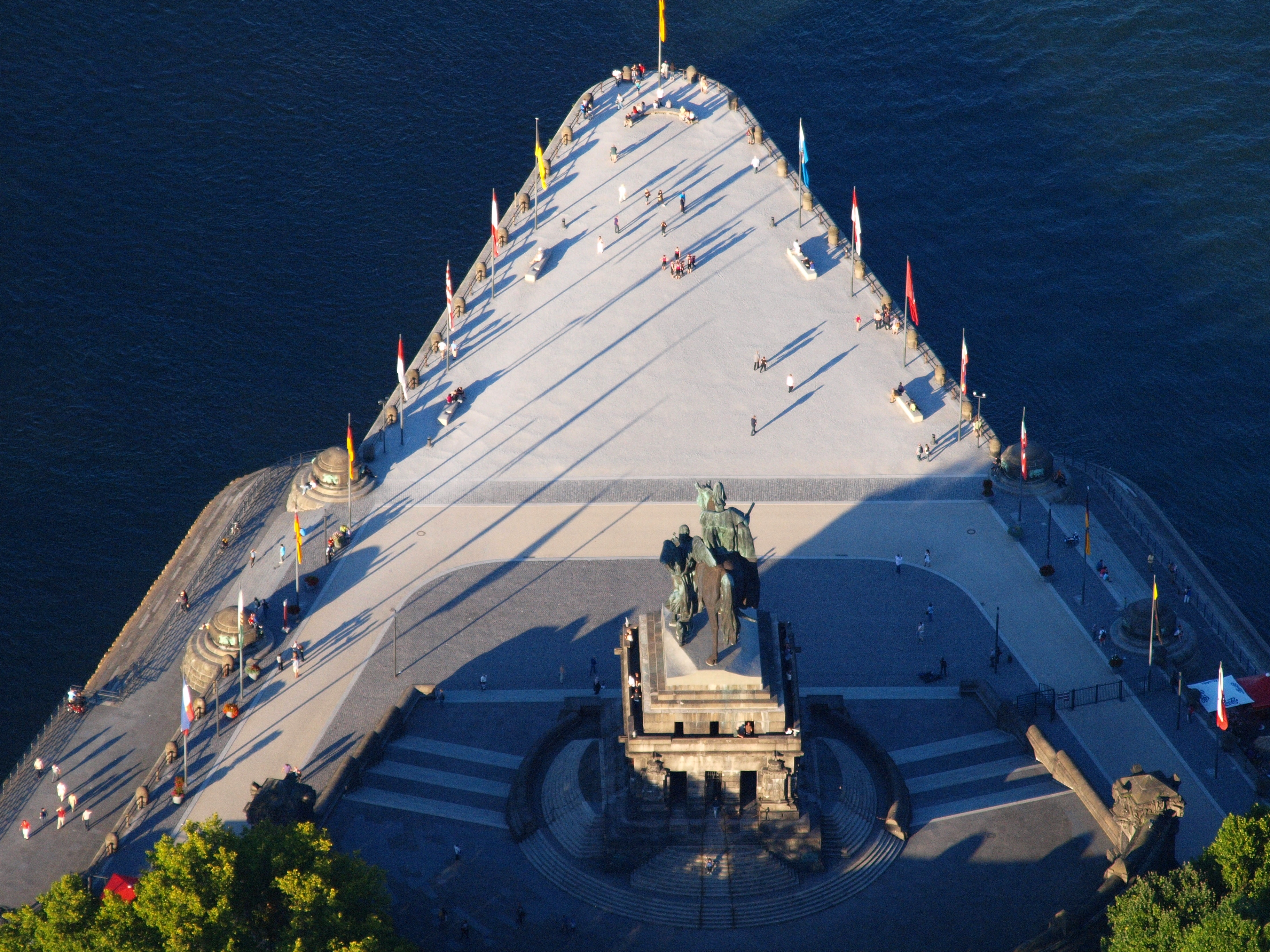
Luftbild des Deutschen Ecks von der Rückseite, 2011

### Benennungen
Die Bezeichnung „Deutsches Eck“ wird in Deutschland vielfach als Eigenname für Einrichtungen und Orte verwendet. So gibt es auch in Oschersleben ein „Deutsches Eck“, das ebenfalls einen Aussichtspunkt an einer Flußgabelung (Bode und Großer Graben) bezeichnet. In Mannheim, in Löveling bei Neuss, im Dorstener Stadtteil Holsterhausen, in Bochum-Stahlhausen sowie im bayerischen Steinlohe an der tschechischen Grenze tragen Gaststätten den Namen „Deutsches Eck“. In St. Goarshausen ist es ein Kiosk. Auch im Ausland finden sich Lokale mit diesem Namen, so beispielsweise in Thailand im Bangkoker Stadtteil Sukhumvit oder in Puerto de la Cruz auf Teneriffa. In Temukus auf Bali trägt ein Hotel diese Bezeichnung. In Nordrhein-Westfalen sind in Arnsberg, und Büderich (Meerbusch) Bushaltestellen nach dem „Deutschen Eck“ benannt, ebenso im rheinland-pfälzischen Kirchdaun. Der deutsche Musiker Tobee veröffentlichte 2015 sein Lied «Jetzt ist der Teufel los» in einer sogenannten „Deutsches Eck Version“.